# Drapeau blanc

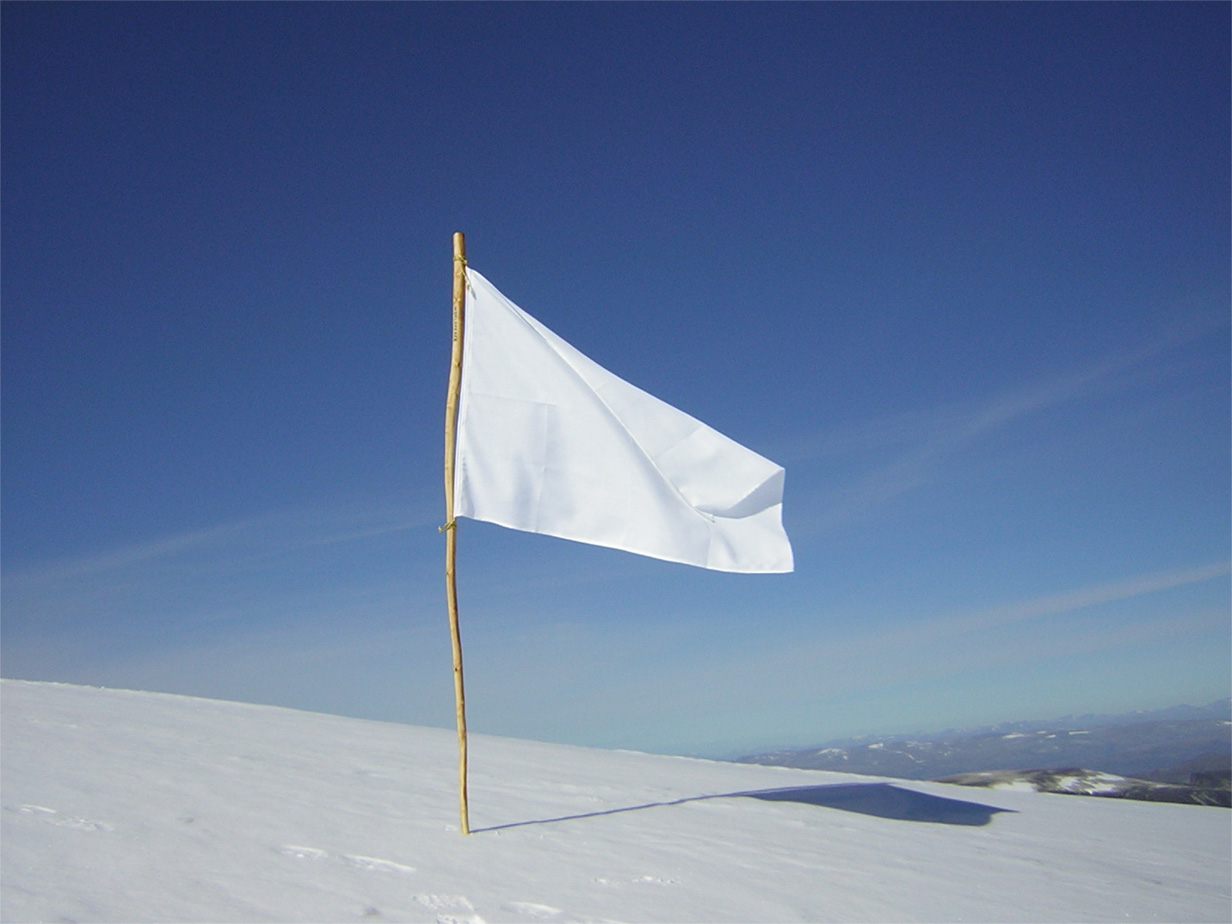
Un drapeau blanc

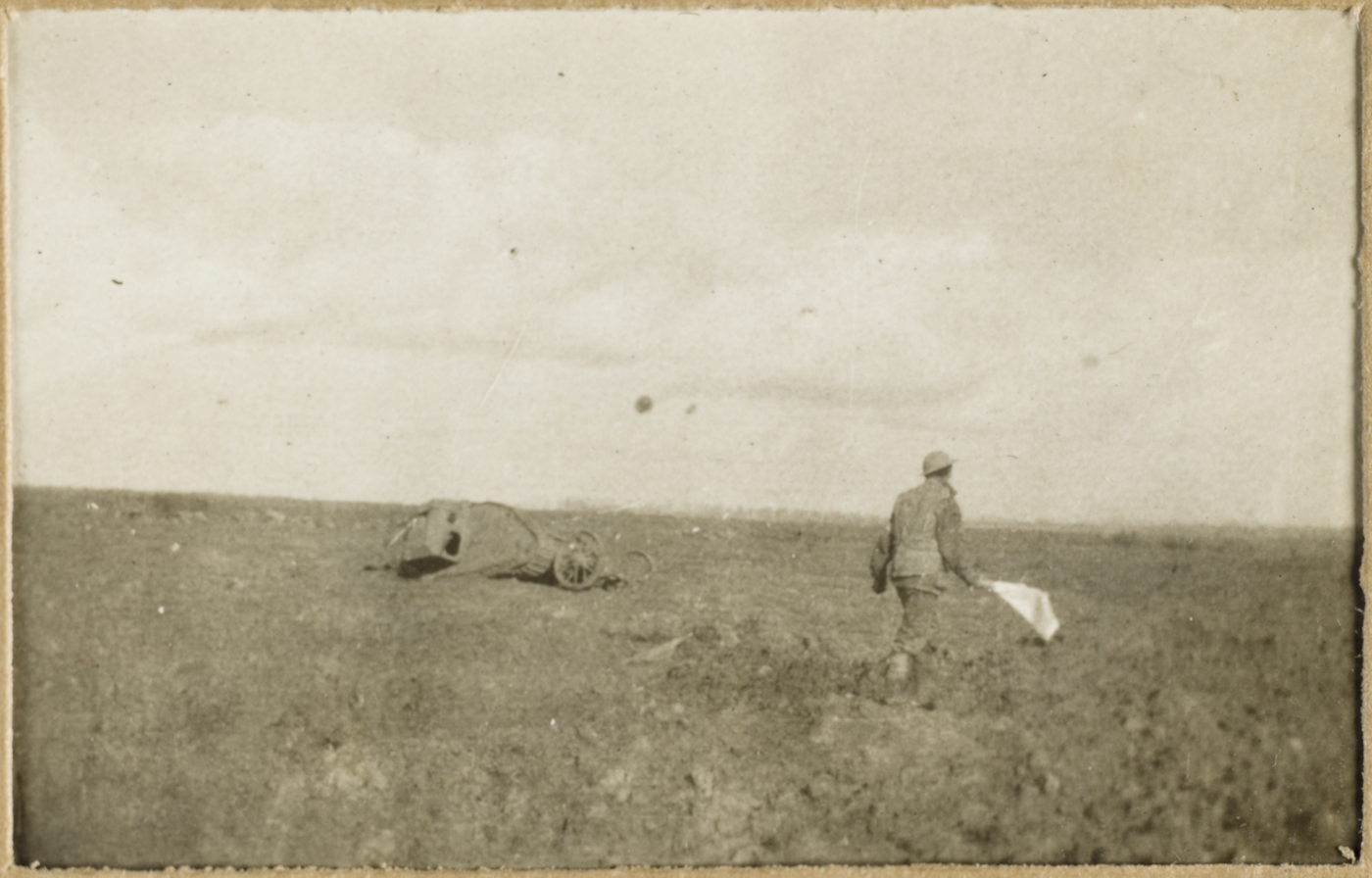
Soldat australien cherchant des blessés sous la protection du drapeau blanc pendant la Première Guerre mondiale

Le drapeau blanc est un signe international de paix, de trêve, de négociation d'un belligérant.

## Dans la guerre
Ce drapeau est typiquement employé en période de guerre ; des soldats portant ou agitant un drapeau blanc ne doivent pas être attaqués. Il indique à tous qu'un négociateur s'approche désarmé ou a l'intention de se rendre.
On attend d'une personne portant le drapeau blanc qu'elle reste neutre et ne s'engage pas dans des actes guerriers.
Le drapeau blanc est reconnu par la convention de La Haye depuis 1899 :

« Règlement concernant les lois et coutumes de la guerre sur terre. Section II.- Des hostilités. Chapitre III.- Des parlementaires. - Art. 32.

Est considéré comme parlementaire l'individu autorisé par l'un des belligérants à entrer en pourparlers avec l'autre et se présentant avec le drapeau blanc. Il a droit à l'inviolabilité ainsi que le trompette, clairon ou tambour, le porte-drapeau et l'interprète qui l'accompagneraient. »

## Vexillologie

### Afghanistan
Le drapeau blanc fut le drapeau de l'Afghanistan de 1996 à 1997, sous le règne des talibans. Après la proclamation de l'émirat islamique d'Afghanistan, ces derniers l'ont remplacé par un drapeau avec la profession de foi inscrite en noir sur fond blanc,.

### France

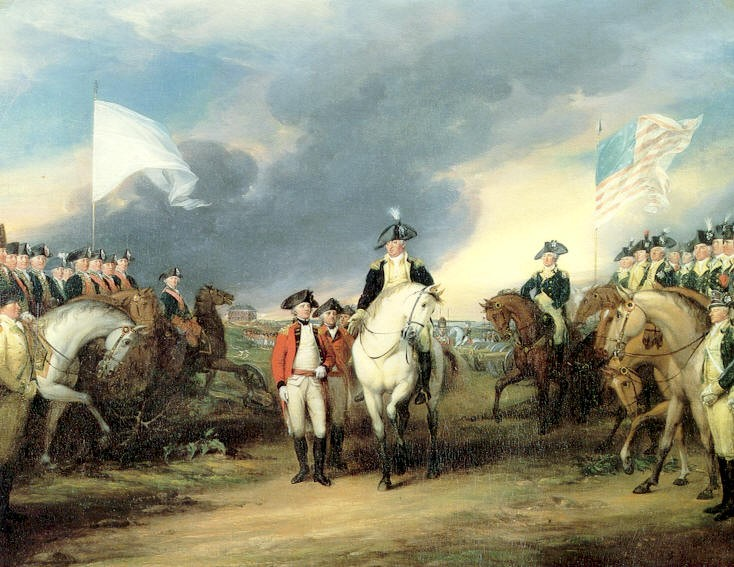
Cornwallis se rend à Washington entre les troupes françaises à gauche et américaines à droite, bataille de Yorktown en 1781.

Le drapeau blanc fut aussi le drapeau du royaume de France, jusqu'au 31 juillet 1830, sauf entre 1790 et 1792, où il fut remplacé par un drapeau tricolore. Sur les champs de bataille, le drapeau blanc était souvent levé par l'ennemi lors d'une défaite, en signe de respect pour l'armée victorieuse du Royaume de France. Il ne faut pas confondre le drapeau blanc de la France avec la bannière de France, bleue à fleurs de lys d'or.

## Course automobile
Dans une course, un drapeau blanc signale le dernier tour de piste, sauf dans les courses couvertes par la FIA dont la Formule 1 où le drapeau blanc avertit qu'il y a une voiture lente devant.

## Arts
- Drapeau blanc est une musique de Cœur de pirate sortie en 2015.
- Drapeau blanc est aussi le nom d'une œuvre de l'artiste français Georges-Pascal Ricordeau. Symbole d'une humanité encline aux liens et aux partages, le White Flag voyage dans le monde entier en 2007-2008, porté par l'actrice américaine Daryl Hannah.
- Drapeau blanc fut un symbole important dans l’œuvre de l’artiste conceptuel Pierre Allard.